# Vistonida
Vistonida (grčki:Λίμνη Βιστωνίδα, bugarski: Лагос, Буругьол  / Lagos, Burugyol) je jezero u sjeveroistočnoj Grčkoj. Nalazi se u središnjem dijelu Periferije Istočna Makedonija i Trakija. Obuhvaća površinu od 45 četvornih kilometara s maksimalnom dužinom od 12, a širinom od 7 kilometara.
Jezero Vistonida obuhvaća jedinstveni ekosustav i lokalnu klimu Sredozemlja. Tu obitava razna fauna: nekoliko vrsta riba, vodozemaca, gmazova, sisavaca, ptica, kao i raznovrsna flora. Zajedno s Porto Lagosom, jezerom Ismaris i okolnim lagunama čini najveće močvarno područje u Grčkoj, zaštićeno Ramsarskom konvencijom.
U antičko doba, Aristotel je napisao da je "većina vrsta riba pronađena u jezeru Vistonida".